# Václav Kutiš
Václav Kutiš (9. září 1915 Vrcov – 5. března 1996 Třeboň) byl český malíř, který se věnoval především krajinomalbě, nazývaný také malíř Třeboňska.

## Život
Narodil se ve Vrcově u Borovan. Po absolvování Průmyslové školy stavební v Českých Budějovicích a stavitelských zkouškách měl stavitelskou živnost. Již v této době ho přitahovala příroda, malování a myslivost. Po znárodnění v roce 1948, nuceném pobytu v pracovním lágru v Loučovicích u Českého Krumlova a zabavení loveckých zbraní se začal věnovat malování.
V letech 1953–1957 studoval kresbu a malbu při Ústředním domě kultury v Praze, dále v letech 1962–1970 prohluboval své znalosti u akademického malíře Františka Líbala a v období 1978–1983 úzce spolupracoval s akademickým malířem Františkem Volfem. V roce 1985 se stal členem Českého fondu výtvarných umělců v Praze a od roku 1990 byl členem Unie výtvarných umělců, Asociace jihočeských výtvarníků. Přátele měl i mezi pražskými malíři, kteří jezdili malovat do Třeboně. Společně s Ljubou Jiroutem a dalšími vyjížděli malovat do plenéru. Současně jezdil na studijní pobyty do Bulharska, Jugoslávie či na Slovensko. Velmi si cenil vztahu s Radomírem Postlem, grafikem, fotografem, spoluzakladatelem Asociace jihočeských výtvarníků a jejím předsedou. A také s Miloslavem Hulem, spisovatelem, básníkem, prozaikem a nakladatelem, v jehož nakladatelství a galerii své obrazy také vystavoval. Od roku 1953 žil a tvořil v Třeboni. Zemřel uprostřed tvůrčí práce, v ateliéru měl nedokončené dílo.

## Dílo
Celý život se věnoval převážně krajinomalbě. Stěžejní oblastí bylo Třeboňsko a jižní Čechy. Maloval i Vysočinu a také další regiony v Čechách i v zahraničí. Maloval velmi intenzivně. Bylo uspořádáno více než 40 jeho samostatných výstav a účastnil se 8 výstav skupinových. Posmrtných výstav bylo 7.

## Zastoupení
Jeho obrazy jsou převážně zastoupeny v českých a zahraničních soukromých sbírkách – Švýcarsko, Německo, Francie, Rakousko – dále pak v městských  úřadech, firmách a dalších institucích.

## Výstavy
Částečný výpis

### Samostatné výstavy
- 1970 Kamenice nad Lipou, Třeboň
- 1972 Pelhřimov
- 1974 Nové Hrady
- 1976 Lišov
- 1978 Nové Hrady
- 1979 Třeboň
- 1980 Trhové Sviny
- 1983 Třeboň
- 1984 Slavonice
- 1987 Třeboň, České Budějovice
- 1988 České Budějovice
- 1989 Jindřichův Hradec
- 1992 Třeboň, České Budějovice
- 1993 České Budějovice, Nové Hrady
- 1994, 1995 Třeboň[1][2]

### Výstavy uskutečněné po malířově smrti
- 1997 Třeboň
- 2010 Třeboň – u příležitosti nedožitého 95. výročí narození
- 2015 Třeboň – vzpomínka ke 100.výročí narození

### Skupinové výstavy
- 1985 JKO SČVU České Budějovice
- 1986 Jihočeští výtvarníci Tábor
- 1987, 1988 Svět v obrazech Třeboň
- 1989 Malujeme svět Třeboň
- 1992 Francie
- 1996 Královská irská akademie Dublin, Irská republika
- 1997 České umění 90. let Dundalk, Irská republika
- 1997 České umění 90. let Drogheda, Irská republika[1][2]

## Galerie

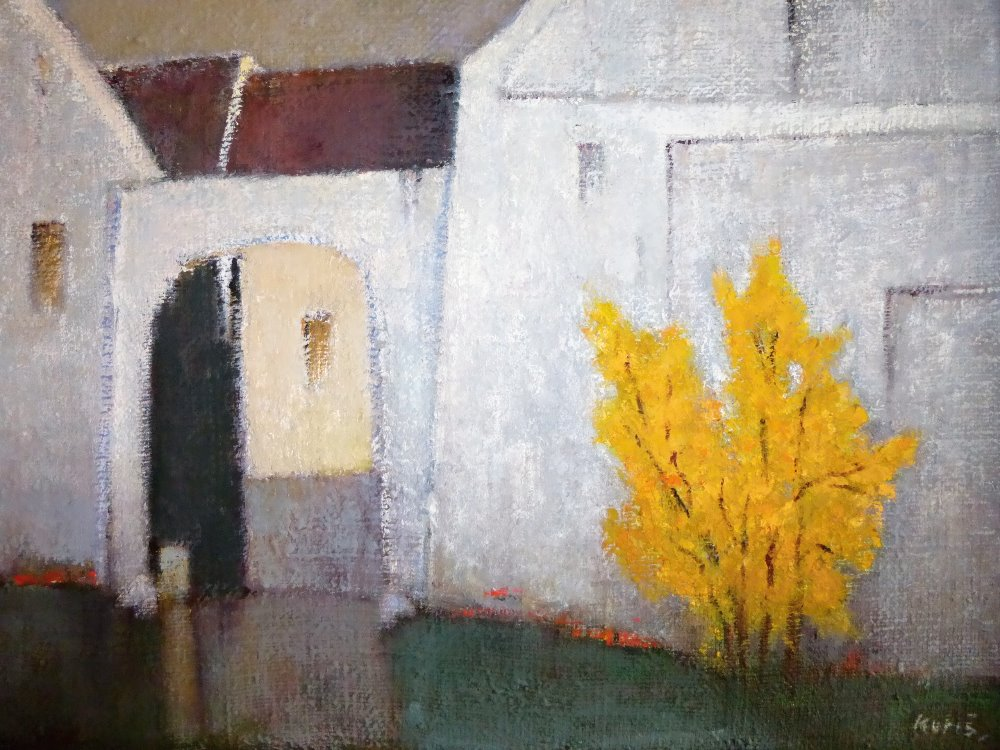
Statek v Bošilci
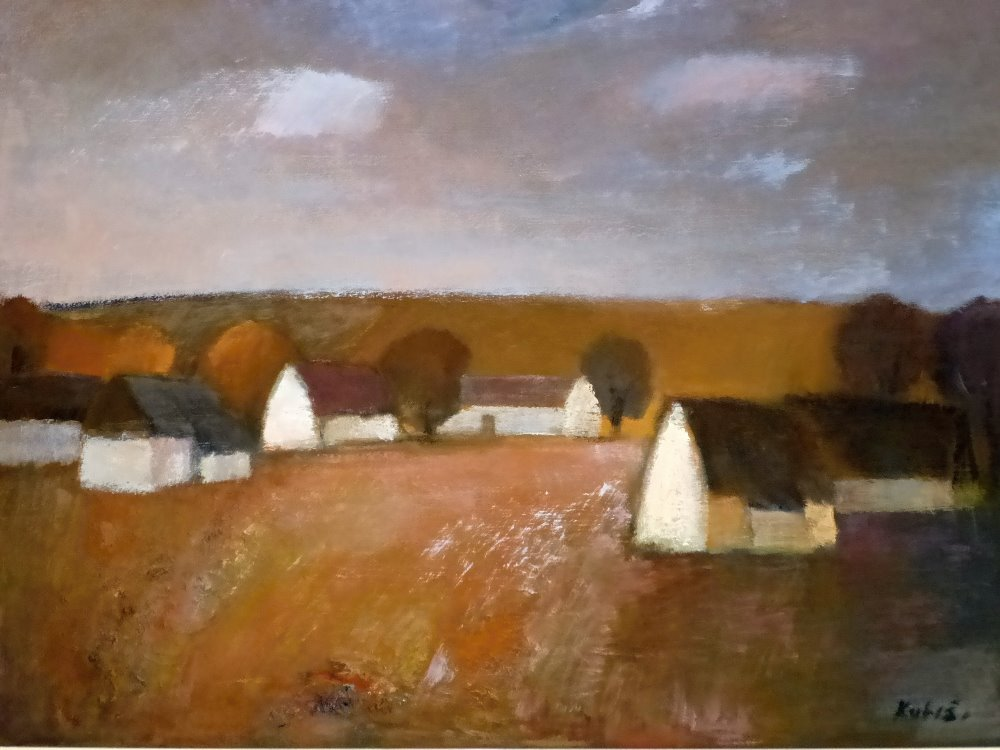
Křižánky
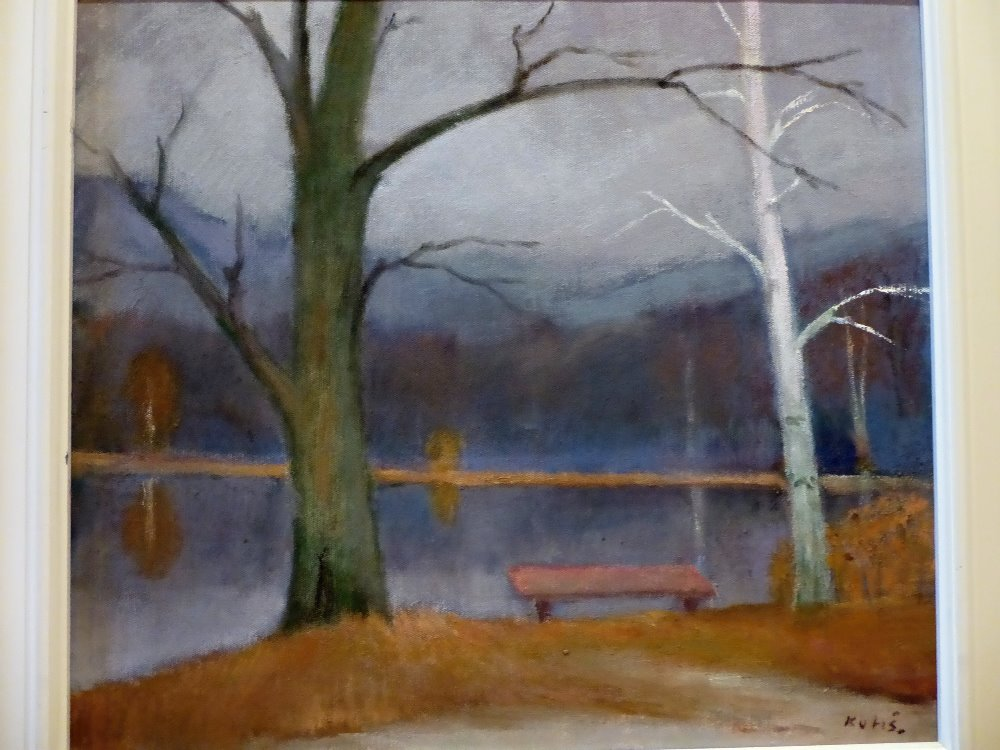
U Opatovického rybníka
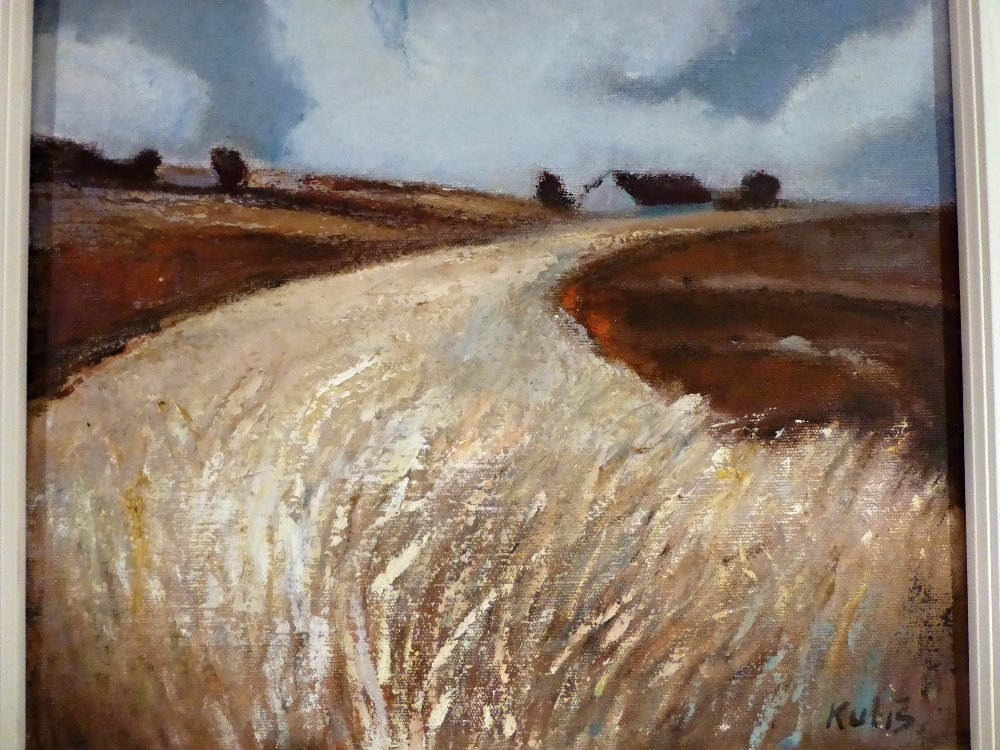
Podzim
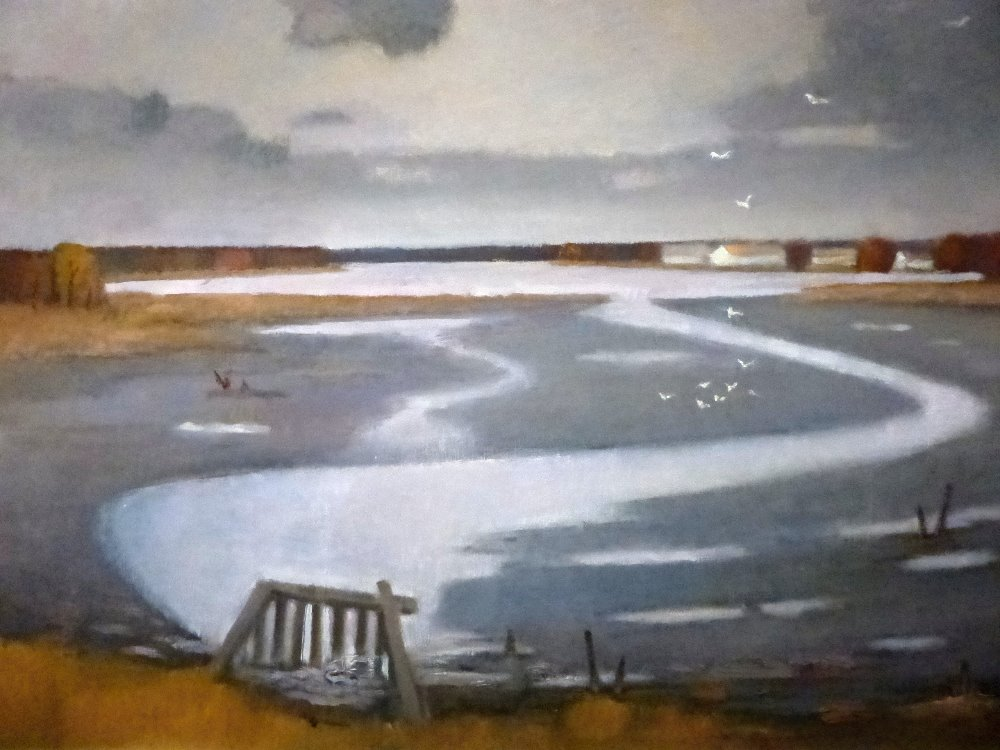
Vypuštěný rybník
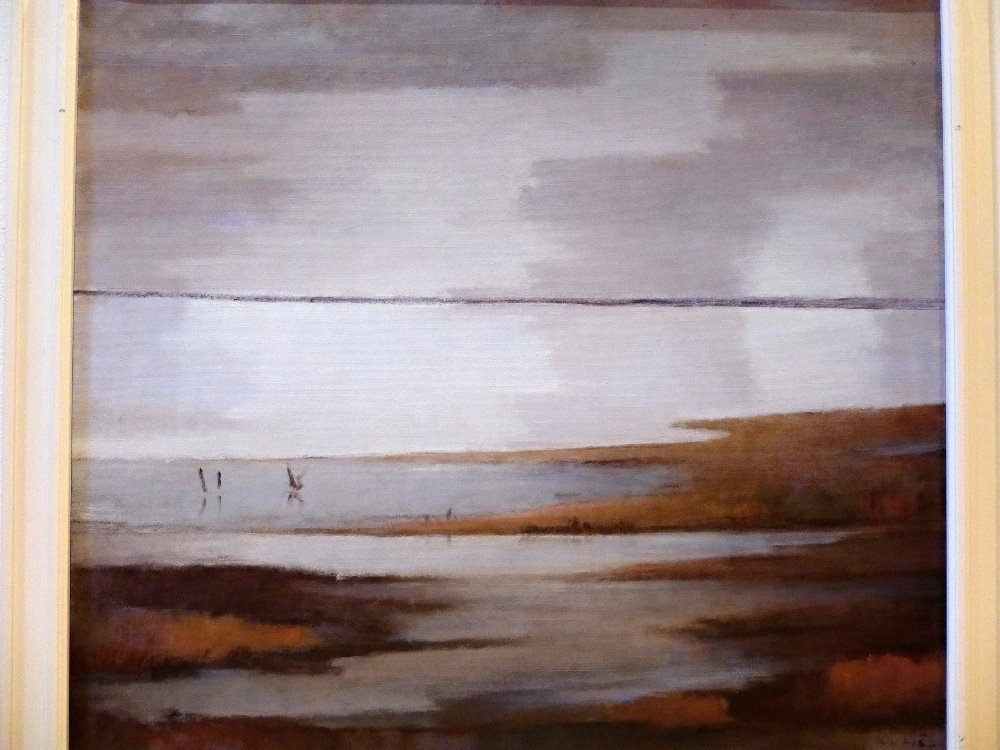
Vodní poezie